# Tiszlavicz László
Tiszlavicz László István (Sajószentpéter, 1956. február 10.) magyar orvos, patológus, egyetemi tanár, főorvos, az orvostudományok kandidátusa (1997), Makó alpolgármestere. 

## Életpályája
Szülei: Tiszlavicz Lajos és Pap Mária. 1962–1970 között az edelényi Általános Iskolában tanult. 1970–1974 között a miskolci Herman Ottó Gimnázium diákja volt. 1977–1983 között a Szegedi Orvostudományi Egyetem hallgatója volt. 1980–1983 között a Szegedi Orvostudományi Egyetem Kórbonctani Intézetében dolgozott. 1983 óta vezető patológus a Szent-Györgyi Albert Orvostudományi Egyetemen. 1983-ban tagja lett a Magyar Pathologusok Társaságának. 1985–1987 között a halle-i Martin Luther Egyetemen tanított. 1987–1989 között a Medizinische Hochschule-ban oktatott Hannoverben. 1989–1994 között az Albert Ludwigs Egyetemen dolgozott Freiburgban. 1990 óta a makói városi kórház tanácsadó patológusa. 1994 óta a New York-i Tudományos Akadémia tagja. 1998 óta a Magyar Gastroenterologusok Társaságának tagja. 2010-ben habilitált. 2015-ben egyetemi tanár lett. 2023-ig a makói ügyeleti rendszerben dolgozott. 2024-ben Makó város alpolgármesterévé választották Czirbus Gábor mellett.

## Magánélete
1981. március 28-án házasságot kötött Bugyi Györgyivel. Négy gyermekük született: Lilla, Zoltán, Noémi és Ádám.

## Díjai
- A SZTE ÁOK legjobb oktatója (1993)[4]
- „Kar Kiváló Tudományos Diákköri Oktatója” cím (2017)[5]
- Makó Város Egészségügyéért emlékérem (2018)[6]
- Makó város díszpolgára (2019)[7]
- A Magyar Érdemrend lovagkeresztje (2020)
- Hetényi Géza-emlékérem (2023)[8]